# Conductores de Venezuela
Conductores de Venezuela, a veces llamado erróneamente Conductores del país o Mural de Zapata es un enorme mural de cerámica exhibido en los exteriores del Gimnasio Cubierto de la Universidad Central de Venezuela, frente a la Autopista Francisco Fajardo de Caracas, Venezuela. Fue realizado por el caricaturista Pedro León Zapata alrededor de 1999 y muestra a un gran número de personas conduciendo diversas unidades de transporte, con varios personajes importantes de la historia de Venezuela conduciendo algunos vehículos.

## Historia
Zapata, caricaturista de El Nacional por varias décadas, y que también había desarrollado su propio estilo muralista mientras era alumno de Diego Rivera en México, recibió un encargo por parte del entonces alcalde Antonio Ledezma y de las autoridades de la universidad para cubrir el perímetro norte del Gimnasio Cubierto con una obra de arte. Zapata revelaría en una entrevista en 2008 que su elección se debía por una parte a su estilo caricaturesco, y por otra a sus habilidades como pintor: 

Desde el principio supe que no me pedían el mural por ser pintor, sino por ser caricaturista. Ellos aseguraban lo contrario: '¡el pintor Zapata!', decían, pero en el fondo pensaban: '¡Ojalá haga una caricatura!'. Por eso resolví algo muy claro: sería una caricatura hecha por un pintor.
Pedro León Zapata

Además, también tenía por propósito el entretener a los choferes durante los frecuentes embotellamientos que ocurrían todos los días en la autopista adyacente.

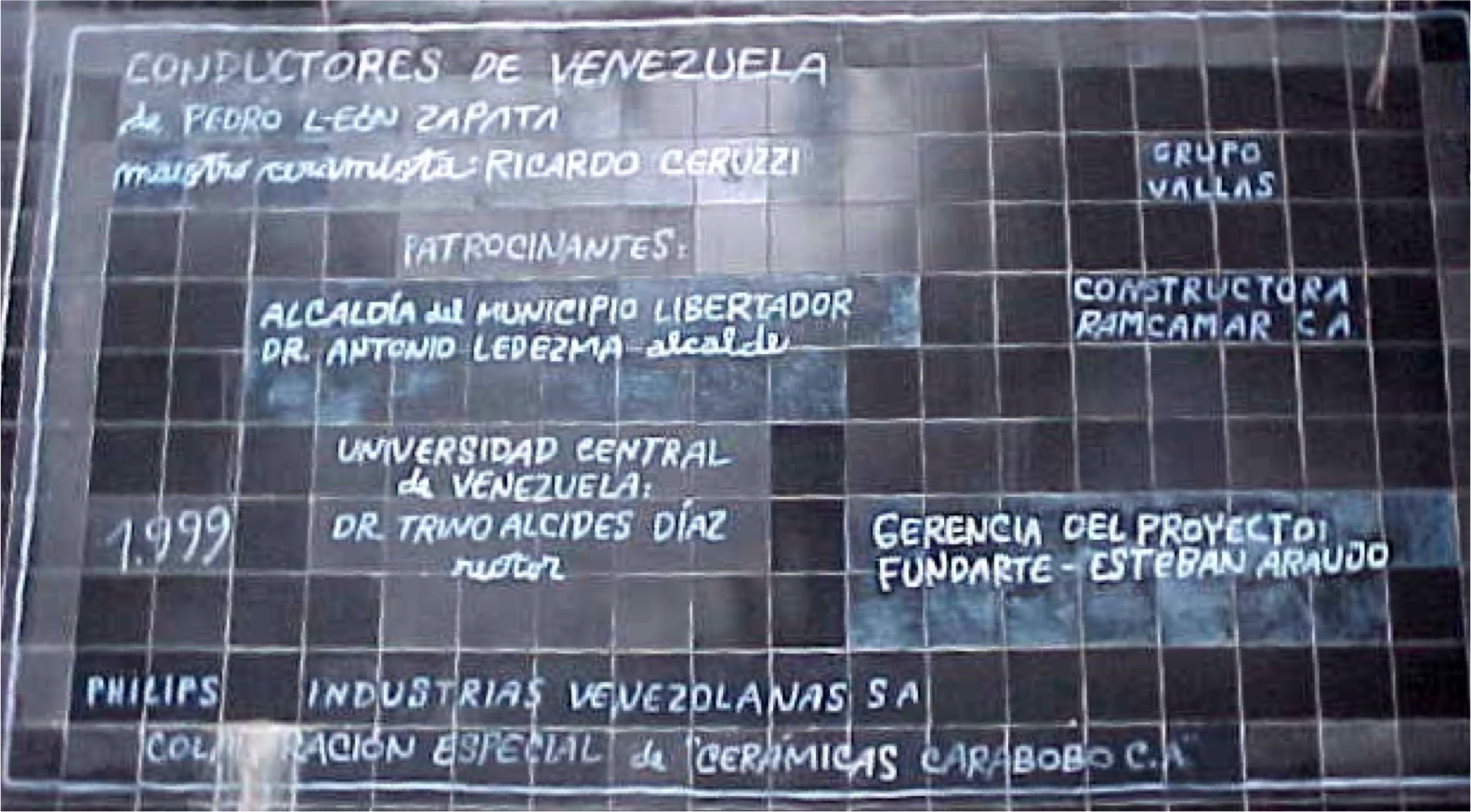
Recuadro con los créditos de la obra.

El mural fue ensamblado con 45.000 baldosas de gres, de 20 x 20 cm cada una, y preparadas por Ricardo Jorge Ceruzzi Blum muralista nacido en Argentina pero radicado en Valencia Venezuela desde los años 60´s, en la Planta Piemme de Cerámica Carabobo usando hornos de monococción y con el trabajo de toda la familia Ceruzzi Gaerste detrás del proyecto. La ejecución del proyecto estuvo bajo la gerencia de Fundarte, y fue patrocinado por la sucursal de Philips en Venezuela. Sus imágenes representan largas aglomeraciones de personas dentro de vehículos particulares o públicos en tonos monocromáticos, entre los cuales se mezclan retratos estilizados de Simón Bolívar, Teresa de la Parra, Simón Rodríguez, José María Vargas y Armando Reverón conduciendo algunas de esas unidades de transporte.

## Valoración
Si bien con el paso del tiempo ha sufrido deterioro por causas naturales, su popularidad ha hecho que sea restaurado sucesivamente por ciudadanos, artistas y restauradores.
El mural ha sido descrito como una especie de galería a cielo abierto que le ha brindado a los caraqueños sentido de pertenencia. El propio Zapata manifestó que el mural no era realmente suyo, sino que le pertenecía a todos los habitantes de la ciudad,y manifestó que era el mural más grande de América Latina no por su tamaño sino por el honor que le daba haber contribuido artísticamente a la universidad.
Especialistas como Silvio de la Hoz sostienen que el mural no se compagina con el concepto de "síntesis de las artes" que empleó Carlos Raúl Villanueva al momento que concebir la Ciudad Universitaria de Caracas, y que no presenta influencias de Vasili Kandinski, sino que más bien se encuentra más cercano a la problemática del país en ese momento.

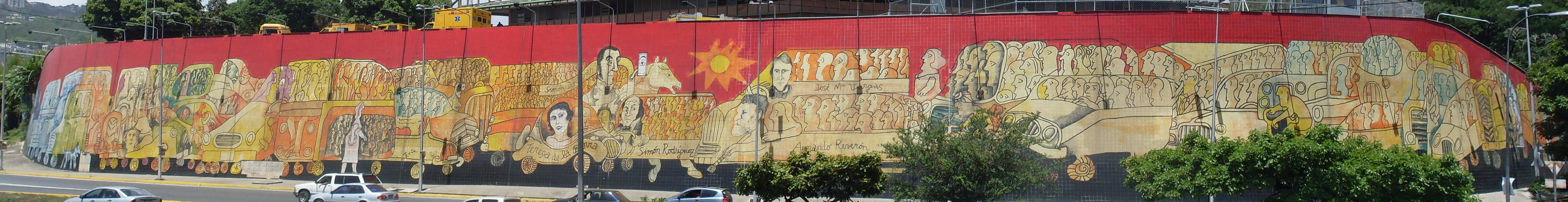
Vista panorámica del mural en 2015